# リッチモンド (ロンドン)
リッチモンド(Richmond)は、ロンドン南西部リッチモンド・アポン・テムズ・ロンドン特別区にあるタウン、地区。
テムズ川中流域に位置するロンドン西南部郊外のテムズ川東岸に位置する地域。高級住宅地であり、リッチモンド公園, 川沿いレストランや伝統的なパブも多数存在する。

## リッチモンド宮殿

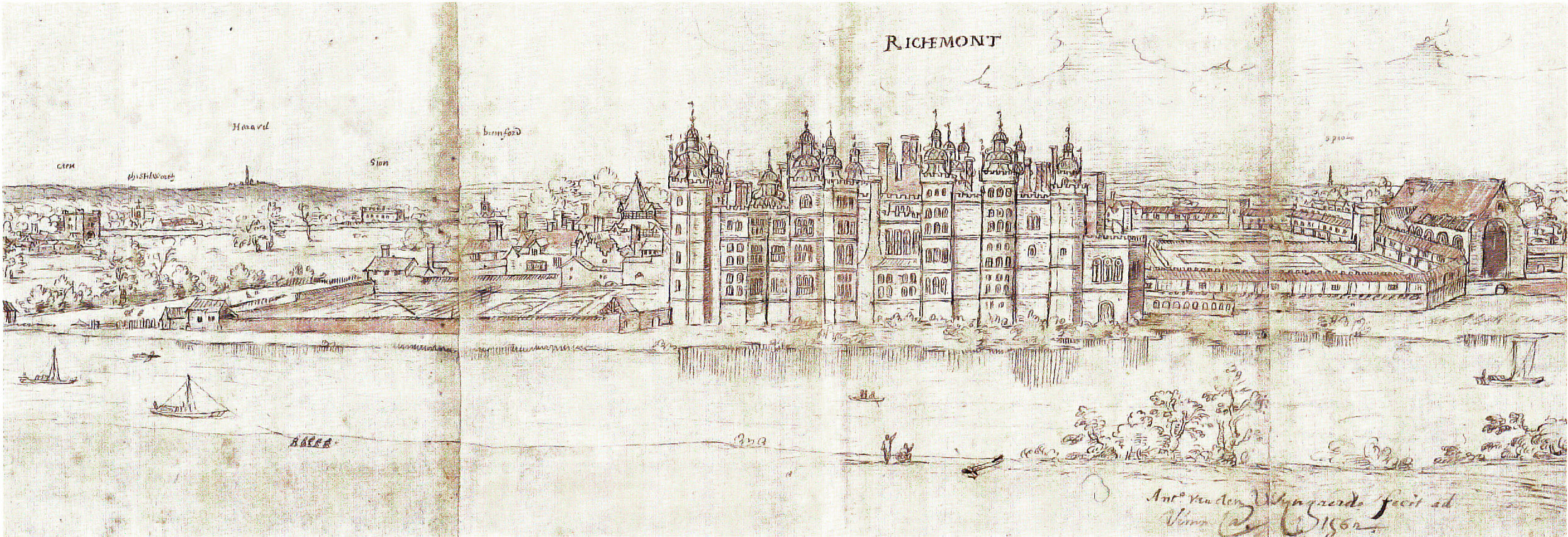
リッチモンド宮殿、1562年

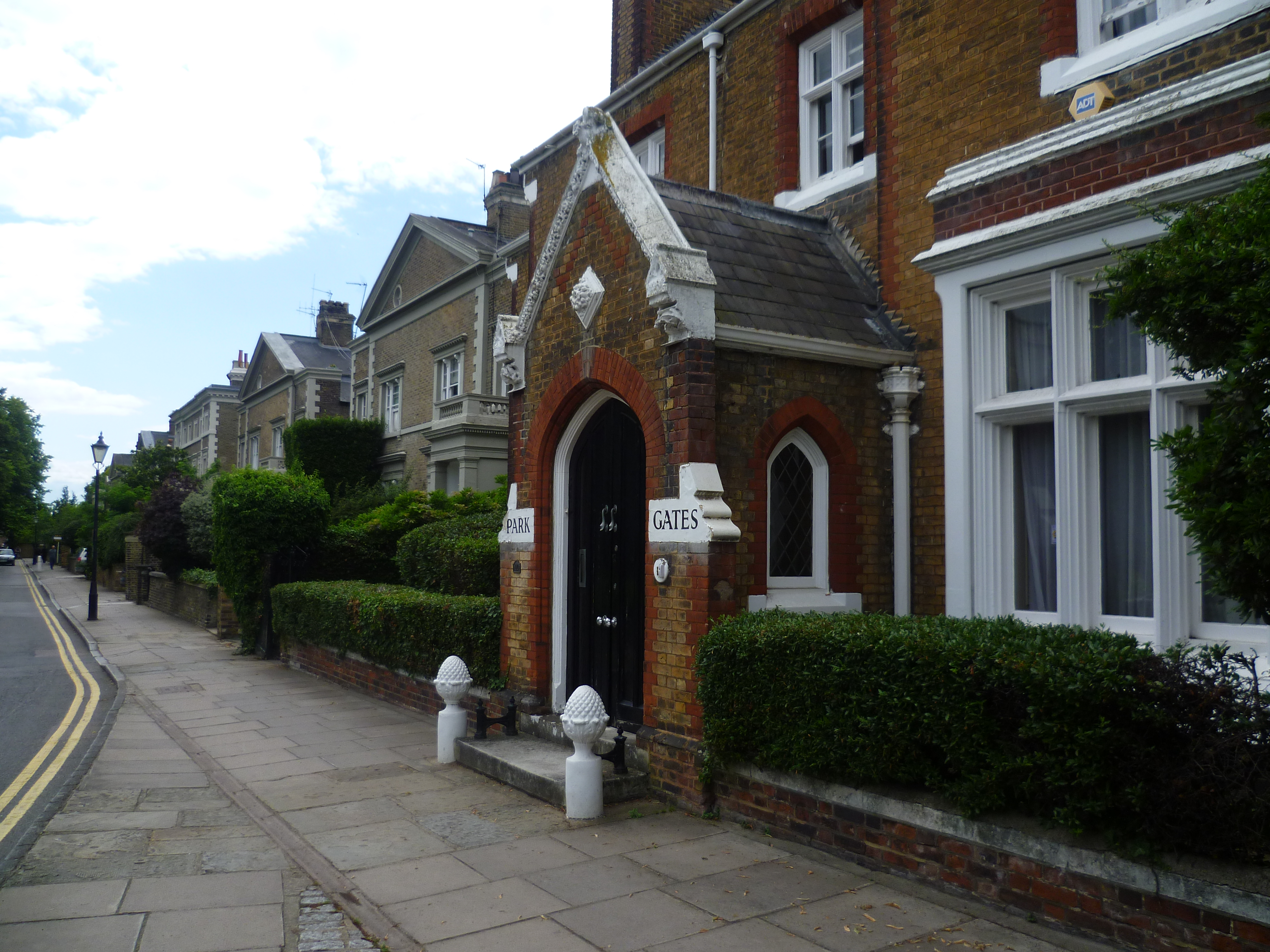
パーク・ゲイト・ハウス (Park Gates House, in Pembroke Villas, is next to the old entrance to Old Deer Park.)

リッチモンドの名は、16世紀に建てられヘンリー7世が宮住していたリッチモンド宮殿 (Richmond Palace) に由来する。ヘンリー7世もエリザベス1世もここで生涯を閉じた。その後共和制の短い一時期をのぞいて6代にわたる王家の居所ないし宮廷であった。
宮殿のほとんどは清教徒革命の際に、オリヴァー・クロムウェルによって1649-1659年にかけて破壊された。現在、宮殿の名残は1501年の赤煉瓦パレス・ゲイト・ハウスがリッチモンド・グリーン (Richmond Green） に認められるにすぎない。

## 文学の関係
リッチモンドは文学にも関係が深い。パラダイス・ロードに建つホガース・ハウスにはヴァージニア・ウルフと夫のレナード・ウルフが1915年から1924年に住み、文芸史上名高いホガース・プレス社 (Hogarth Press) を創業した。この出版社はやがてブルームズベリー・グループに関係する重要な書物をはじめ、T・S・エリオットの『荒地』を出版するなど文学史的に画期的役割を果たした。

## 交通
ロンドン地下鉄・ディストリクト線・リッチモンド支線およびロンドン・オーバーグラウンドのリッチモンド駅